# Vol Tatarstan Airlines 363
Le 17 novembre 2013, le Boeing 737-500 assurant le vol Tatarstan Airlines 363, un vol intérieur régulier de passagers, pour le compte d'Ak Bars Aero (en), entre Moscou et Kazan, en Russie, s'écrase à 19h24, heure locale, à la suite d'une approche interrompue à l'aéroport international de Kazan, ne laissant aucun survivant parmi les 50 passagers et membres d'équipage présents à bord.
Selon le rapport d'enquête officiel du Comité inter-étatique sur l'aviation (IAC) russe, l'accident est dû à une erreur  de l'équipage, en raison d'un manque de compétences des pilotes pour corriger une action à cabrer trop importante, lors d'une procédure de remise de gaz. Les déficiences des pilotes sont dues à un problème de gestion de la sécurité au sein de la compagnie aérienne et à un manque de surveillance au niveau de la réglementation aérienne en Russie.

## Avion et équipage

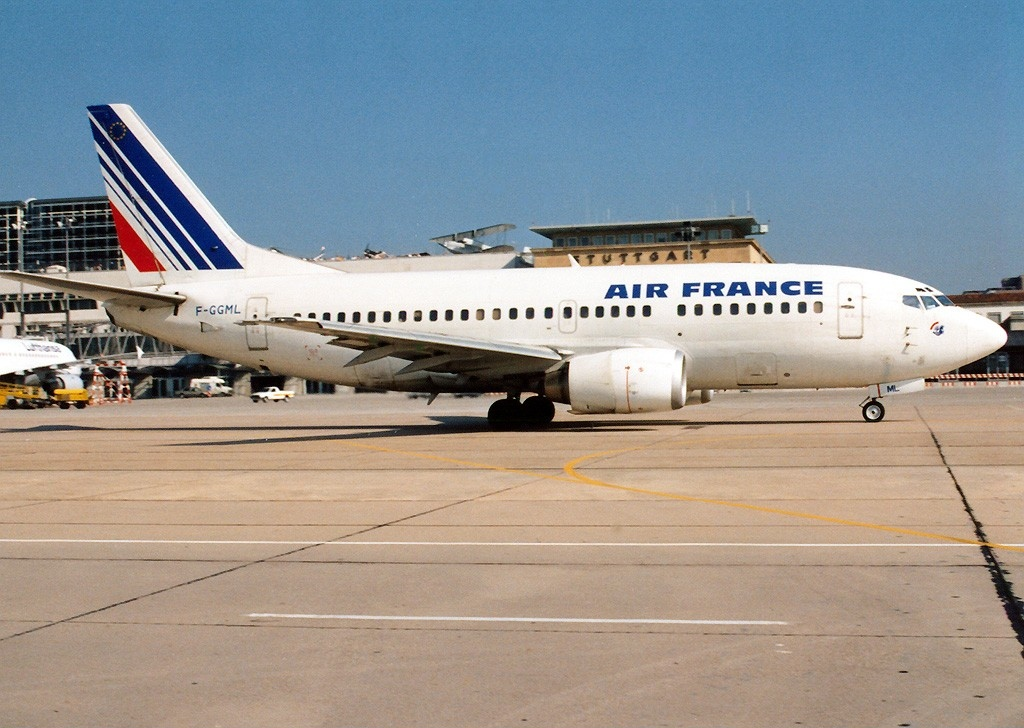
L'appareil impliqué dans l'accident, alors en service pour Air France, ici à l'aéroport de Stuttgart en juillet 1994.

L'appareil impliqué, un Boeing 737-53A immatriculé VQ-BBN, était en service depuis plus de 23 ans. Il a été exploité par sept compagnies aériennes différentes, dont 
Euralair (1990 à 1992, immatriculé F-GGML), Air France (1992 à 1995, toujours sous le nom de F-GGML), Uganda Airlines (1995 à 1999, immatriculé 5X-USM), Rio Sul (en) (2000 à 2005, immatriculé PT-SSI), Blue Air (2005 à 2008, immatriculé YR-BAB), Bulgaria Air (plusieurs mois en 2008, immatriculé LZ-BOY) , et Tatarstan Airlines (fin 2008 jusqu'au jour du crash).
Ce biréacteur court/moyen-courrier a également été impliquée dans deux incidents antérieurs :
- Alors qu'il était en service pour Rio Sul, le 17 décembre 2001, l'avion s'est écrasé à environ 70 mètres du seuil de piste, lors de son atterrissage à l'aéroport international de Belo Horizonte/Confins dans des conditions météorologiques défavorables, endommageant son train d'atterrissage. Les 108 passagers et membres d'équipage à bord ont survécu.
- Le 26 novembre 2012, l'avion a effectué un atterrissage d'urgence à Kazan en raison de problèmes de pressurisation dans la cabine peu après le décollage.

Le commandant de bord est Rustem Gabdrakhmanovich Salikhov, 47 ans, qui travaille pour Tatarstan Airlines depuis 1992. Il totalise 2 755 heures de vol, dont 2 509 heures sur Boeing 737. Le copilote est Viktor Nikiforovich Gutsul, 47 ans également, qui travaille pour la compagnie aérienne depuis 2008 et totalise 2 093 heures de vol à son actif, dont 1 943 sur Boeing 737.

## Accident
Le vol 363 a décollé de l'aéroport de Moscou-Domodedovo à 18h25, heure locale, à destination de l'aéroport international de Kazan, à environ 800 km à l'est de Moscou. Des vents violents et une couverture nuageuse dense ont été signalés à l'aéroport au moment de l'approche finale.

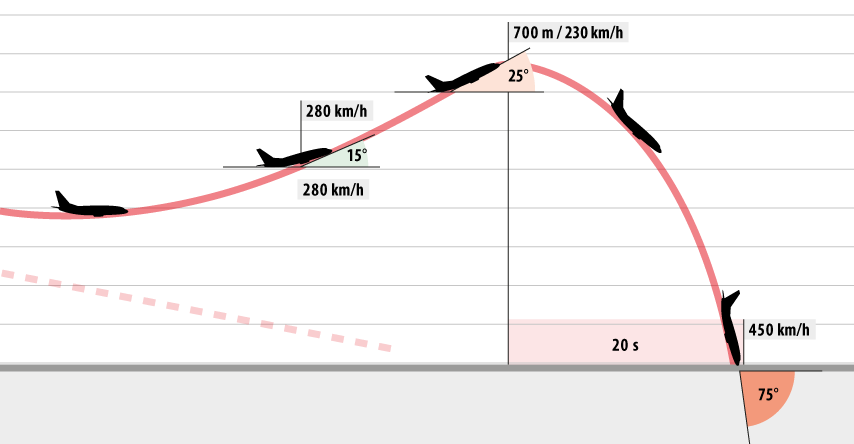
Schéma indiquant l'attitude de l'appareil lors des derniers instant avant le crash.

Alors qu'il est en approche finale à l'aéroport international de Kazan, l'équipage a effectué une remise des gaz en raison d'une approche non stabilisée, mais s'est écrasé sur la piste, avec une assiette à piquer de 75° et une vitesse de 242 nœuds (448 km/h), quelques instants plus tard et a explosé lors de l'impact avec le sol. Une deuxième explosion s'est produite 40 secondes après l'impact. L'une des caméras de surveillance de l'aéroport a filmé l'accident. Les 44 passagers et 6 membres d'équipage ont tous été tués sur le coup, mais il n'y a pas eu de victimes ou de blessés au sol.
À la suite de l'accident, l'aéroport de Kazan est resté fermé pendant 24 heures, servant uniquement pour les escales, avant d'être rouvert le 18 novembre.

## Victimes
Parmi les morts, Irek Minnikhanov, le fils du président du Tatarstan, Roustam Minnikhanov et Alexandre Antonov, chef régional du FSB au Tatarstan.
| Nationalité | Total |
| ----------- | ----- |
| Russie      | 48    |
| Royaume-Uni | 1     |
| Ukraine     | 1     |
| Total       | 50    |

Source : Ministère russe des Situations d'urgence.

## Enquête

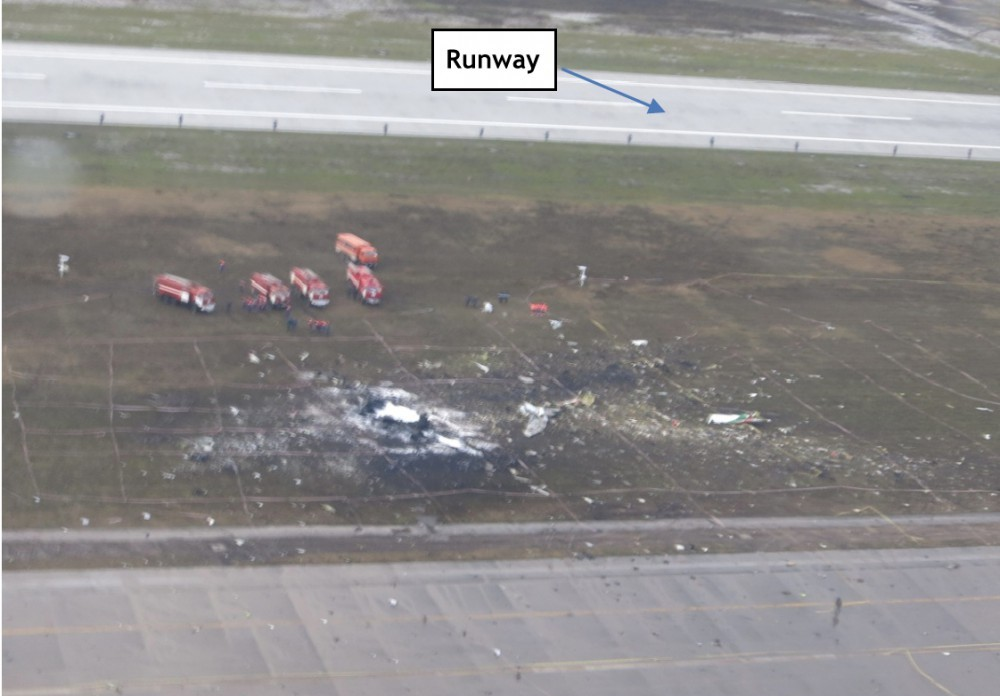
Vue aérienne du site du crash du vol 363.

L'IAC a lancé une enquête sur l'accident et est arrivée sur les lieux le lendemain du crash. L'enregistreur de paramètres (FDR) et l'enregistreur phonique (CVR) ont été récupérés parmi les débris du 737. Le bureau du procureur des transports du Tatarstan a également ouvert une enquête criminelle sur l'accident. Le Conseil national de la sécurité des transports (NTSB) américain a dépêché une équipe d'enquêteurs sur les lieux de l'accident.
Deux jours après le crash, Aksan Giniyatullin, directeur de Tatarstan Airlines, a déclaré que même si l'équipage dans le cockpit était expérimenté, le commandant de bord du vol 363 manquait peut-être d'expérience concernant la manœuvre de remise de gaz. Quelques instants avant l'accident, le pilote ont informé la tour de contrôle que l'avion n'était pas correctement configuré pour l'atterrissage et ils ont entamé une remise des gaz, avant de s'écraser brutalement au sol, comme s'il avait subi un décrochage à basse altitude. Les enquêteurs ont déclaré que les causes possibles de l'accident comprenaient un dysfonctionnement technique ainsi qu'une erreur de pilotage.
Le 22 novembre, l'Air Accidents Investigation Branch (AAIB) a annoncé qu'elle avait rejoint l'enquête et avait envoyé plusieurs enquêteurs à Kazan.

### Premier rapport
Le 19 novembre 2015, le comité d'enquête de l'IAC a rapporté les détails préliminaires suivants sur l'accident du vol 363, après avoir récupéré certaines informations de l'enregistreur de paramètres :

« Lors de l'approche finale, l'équipage n'a pas pu suivre la procédure d'atterrissage standard défini par la documentation réglementaire. Ayant constaté que l'avion n'était pas correctement aligné par rapport à la piste, l'équipage l'a signalé au contrôle aérien et a commencé à remettre les gaz en utilisant le takeoff/go-around switch (décollage/remise des gaz). L'un des deux pilotes automatiques du 737-500, qui était actif lors de l'approche finale, avait été désactivé et l'avion était alors contrôlé manuellement par l'équipage.
Les moteurs ont atteint un niveau de poussée proche de la pleine puissance. L'équipage a ensuite rétracté les volets de 30° à 15°. Sous l'effet de l'augmentation de la puissance des moteurs, l'avion a commencé à monter, atteignant un angle de tangage d'environ 25°. La vitesse indiquée a commencé à diminuer. L'équipage a ensuite rentré le train d'atterrissage. Depuis le début de la manœuvre de remise des gaz jusqu'à ce moment, l'équipage n'a effectué aucune action corrective avec le manche.
Après que la vitesse de l'avion ait diminué de 150 à 125 nœuds (278 à 232 km/h), l'équipage a commencé à contrôler l'avion à l'aide du manche, en inclinant le nez vers le bas, ce qui a conduit à l'arrêt de la montée, puis au début de la descente et à l'augmentation de la vitesse. Les valeurs maximales d'angle d'attaque de l'appareil n'ont pas dépassé les limites opérationnelles pendant le vol.
Après avoir atteint l'altitude de 2 300 pieds (700 m), l'avion a commencé une descente en piqué rapide et abrupte. Le 737 est entré en collision avec le sol à grande vitesse, dépassant alors les 240 nœuds (450 km/h) et avec un angle d'inclinaison atteignant 75° vers le bas.
Tous les systèmes de l'appareil avaient fonctionné correctement jusqu'à la collision avec le sol. Aucune commande particulière n'a été détectée lors de l'analyse préliminaire, qui pourrait indiquer une défaillance des différents systèmes ou unités de l'avion ou de ses moteurs. »

### Rapport final
Le 24 décembre 2015, l'IAC a publié son rapport final, indiquant que l'accident du vol 363 a été causé par un équipage sous-qualifié qui n'avait pas les compétences nécessaires pour se sortir d'une assiette en cabrer excessive lors d'une procédure de remise de gaz, initiée à la suite d'dune erreur de positionnement de l'avion dans le système de navigation, conduisant à une déviation par rapport à la trajectoire d'approche requise. Le manque de compétence des pilotes étaient dues à des lacunes dans la gestion de la sécurité aérienne et au manque de surveillance des différents organismes chargés de la réglementation aérienne en Russie.
Selon les enquêteurs, lors de l'approche finale, l'équipage a entamé une remise de gaz, mais étant soumis à une charge de travail élevée, ce qui a probablement provoqué un « effet de vision du tunnel », il n'a pas perçu les messages d'avertissement liés à la déconnexion du pilote automatique. Lorsque l'avion est monté à 2 300 pieds (700 m), son angle de tangage a atteint 25° et la vitesse a alors chuté à 124 nœuds (230 km/h).
À ce moment, le commandant de bord, qui n'avait pas effectué de remise des gaz en dehors de sa formation, a déplacé le manche vers l'avant, faisant piquer l'appareil, ce qui a conduit à l'arrêt de la montée, au début d'une descente et à l'augmentation de la vitesse de l'avion. Après avoir atteint l'altitude de 700 m, l'avion a commencé un piqué prononcé vers le sol, l'angle de tangage atteignant 75° vers le bas lorsque l'avion a finalement percuté le sol. L'avion s'est écrasé près de la piste de l'aéroport à une vitesse supérieure à 240 nœuds (450 km/h). Le temps écoulé entre le début de la manœuvre de remise des gaz et l'impact final a été d'environ 45 secondes, la descente de l'avion ayant duré environ 20 secondes.
Selon le rapport d'enquête pénale, publié le 14 novembre 2019 par le Comité d'enquête russe, il a été déterminé que l'accident du vol 363 était le résultat direct d'actions erronées de la part du commandant de bord (Salikhov) et du copilote (Gutsul). Sur la base des informations obtenues au cours de l'enquête, Salikhov n'avait pas les compétences de pilotage suffisantes et s'est vu accorder le poste de commandant de bord sur la base de documents falsifiés.

## Conséquences
Un des membres de la commission d'enquête, Nikolay Studenikin, le représentant officiel de Rosaviatsiya (agence fédérale du transport aérien en Russie), a toutefois déposé un rapport alternatif, dans lequel il a exprimé son désaccord avec les conclusions de l'enquête. Il affirme que la commission avait ignoré le dysfonctionnement éventuel des gouvernes de profondeur de l'avion, concentrant davantage l'enquête sur la recherche des lacunes dans la formation de l'équipage dans la compagnie aérienne.
Début décembre 2013, Rosaviatsiya a recommandé que le certificat de transporteur aérien de la compagnie aérienne soit révoqué. Cette révocation a été annoncée le 31 décembre 2013 et les avions de la compagnie ont été transférés à Ak Bars Aero (en).